# 波格尔
波格尔（法語：Peaugres，發音：[poɡʁ]）是法国阿尔代什省的一个市镇，位于该省北部，属于罗讷河畔图尔农区。

## 地理
波格尔（45°17'11"N, 4°43'42"E）面积14.44 平方千米，位于法国奥弗涅-罗讷-阿尔卑斯大区阿尔代什省，该省份为法国东南部内陆省份，北起顺时针与卢瓦尔省、伊泽尔省、德龙省、沃克吕兹省、加尔省、洛泽尔省和上盧瓦爾省接壤。
与波格尔接壤的市镇（或旧市镇、城区）包括：博日、科隆比耶-勒卡尔迪纳勒、达韦济约、费利讷、佩罗、圣克莱尔、圣西尔、萨瓦、塞里耶尔。
波格尔的时区为UTC+01:00、UTC+02:00（夏令时）。

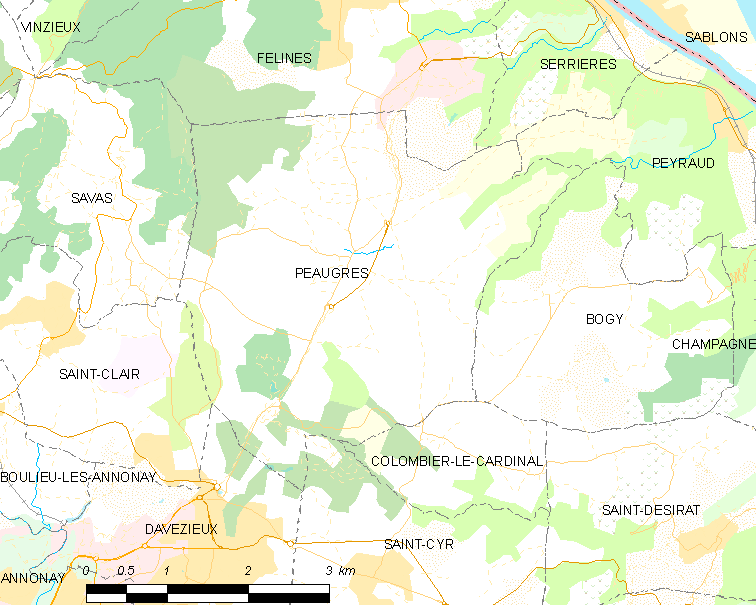
波格尔的OSM定位图

## 行政
波格尔的邮政编码为07340，INSEE市镇编码为07172。

## 政治
波格尔所属的省级选区为萨拉县。

## 人口

1962-2008年间波格尔人口变化图示

波格尔于2022年1月1日时的人口数量为2353人。